# 오대양 집단 자살 사건
오대양 집단 자살 사건(五大洋集團自殺事件)은 1987년 8월 29일에 경기도 용인시 처인구 남사면 북리의 오대양 공예품 공장에서 발생한 집단 자살 사건으로 공장 내 식당 천장에서 오대양 대표 박순자(朴順子)와 가족과 종업원 등 추종자 32명이 집단 자살한 시체로 발견됨으로써 당시 사회에 큰 충격을 안겨주었다. 사이비 종교에서 운영하던 회사에서 발생한 사건으로 일각에서 지속적으로 타살 의혹을 제기하여 1987년·1989년·1991년 모두 3차례의 재수사가 이루어졌으나 모두 동일하게 집단 자·타살로 결론 내려졌으며 보통 오대양 집단 변사 사건으로도 불리고 있지만 표문을 참고하여 '오대양 집단 자살 사건'으로 표기한다.

## 개요
교주인 박순자 역시 신도들과 함께 시체로 발견되는 등 관련자 전원이 사망함에 따라 수사는 처음부터 난관에 봉착했고, 결국 광신도들의 집단 자살극으로 결론 내려졌다.
이에 대해서 종교문제연구소장 탁명환을 비롯한 일부에서는 집단 자살로 보기엔 의문점이 많다는 의견과 함께 박순자를 비롯한 오대양 관련자들이 한때 몸담았던 '구원파'와의 관련설을 주장하였으나, 훗날 이들과는 관계가 없다는 것으로 의견이 모였다. 후일 이 사건을 두고 월간조선, sbs 그것이 알고 싶다, 시사정경 등의 언론에서는 이 사건을 두고 오대양 집단자살 사건은 언론의 지나친 보도 경쟁과 일부 정치인의 정치적 이용 등이 어우러진 사례라고 주장했다.

### 원인
오대양은 지인들로부터 89억 원에 이르는 거액의 사채를 빌려간 뒤에 원금을 갚지 않던 중 돈을 받으러 간 일부 채권자들을 집단 폭행하는 사건을 일으킨 바 있다고 1991년 7월 오대양 관련자 등 6명이 경찰에 자수하면서 또다시 세간의 이목을 집중시켰다.
오대양의 교주 박순자는 당시 대통령이었던 전두환으로부터 표창을 많이 받았으며 이외에도 국가에서 상을 많이 받는 등 지역유지로서 명성이 자자했다. 게다가 사채를 빌린 후 이자를 칼같이 갚고 있었기 때문에 대단히 신뢰가 높았었다.
또한 지역사회에 이바지한다면서 고아원과 양로원을 차렸으나 그 실상은 고아원의 원생이라는 아이들은 사실 신도들의 자녀들이었으며 양로원의 노인들이라는 사람들 역시 사실 신도들의 부모였다. 또한 민속 공예품을 만드는 공장을 운영한다고 대외적으로 선전은 했으나 실제로는 아무것도 생산하지 않고 있었으며 자사의 생산 제품은 사실 다른 곳에서 사온 모조품이었다. 이런 식으로 오대양은 세간의 눈을 계속 속이고 있었다.
이러는 와중 사채는 계속 늘어가고 있었으며 박순자는 이를 신도들에게 사채를 써서 갚아나가게 했다. 그러나 사채의 액수는 한계에 도달하게 되었다.

### 집단 자살
1987년 8월 29일, 오대양 직원 김 모씨는 용인의 공장에 왔다가 내려앉은 숙소의 천장을 보고 이상히 여겨 식당 쪽으로 갔는데, 식당 천장에서 죽어있는 박순자를 포함한 32명을 발견하고 마침 가족을 찾으러 공장에 온 박순자의 남편에게 알렸다. 그후 박순자의 남편이 경찰에 오후 4시 무렵에 신고해 집단변사가 세상에 알려졌다.
사건 현장을 발견한 사람들과 담당 형사들의 증언에 의하면 천장 위의 상황은 단순히 참혹함은 물론 그 이상을 넘어 매우 기괴한 모습이었다. 왜냐하면 천장 위에 있던 빈 공간에는 속옷 또는 잠옷 차림을 하고 있던 시신들이 각각 이불을 쌓아 놓은 것처럼 각각 19명, 12명씩 쌓여 있었고 그 먼 곳에는 공장장인 이경수가 속옷 차림으로 서까래에 목을 맨 채 죽어 있었던 일반적인 상식으로는 도저히 이해할 수 없는 광경이었기 때문이다. 게다가 천장 위의 온도는 섭씨 71도에 달해 엄청나게 더웠으며 이 때문에 천장 위로 올라간 사람들이 탈수 증상으로 인해 정신이 몽롱한 상황에서 사망한 것으로 밝혀졌다. 현재는 공장장이 31명을 목을 졸라 죽이고 공장장은 스스로 자살한 것으로 알려지고 있다. 애초에 그 공장에 있던 사람들은 민속인형 공예 공장에서 일하는 사람들로 잘못 알려졌지만 나중에 모두 종교 신도인들인 것으로 밝혀졌다.
그후 사건 현장 정리 도중 사망자들이 쓴 것으로 보이는 메모들이 발견되었는데, "사장이 독약과 물을 가지러 갔다."라거나 "xx도 지금 매우 고통을 받고 있다.", "xx가 꿈을 꿨는데 그곳이 지옥이라고 하더라.", "남자는 다 잡혀가고 여자들은 다 헤어지고...", "반대다. 완전 도전이다. 넘기면 개발비 불게 하는 거다.", "모두 나를 팔았기 때문이다. 절대 입 닫아라.", "이미 의식 없으시다.", "네 시간 전부터 다섯 명 정도 갔다.", "
오늘 중으로 거의 갈 것 같다." 하는 내용이 쓰여 있었으며 이 메모와 부검을 통해 사망추정 시각은 발견 전날과 발견 당일로 추정되었다.
메모 내용과 사람들의 상식을 뛰어넘은 말못할 상황 때문에 처음에는 타살 가능성이나 사람들이 집단으로 음독하고 죽은 것이 아닌가 추측했지만, 경찰의 부검 결과 독극물은 나오지 않았고 대신 하이드라민이라는 신경 안정제 성분이 발견되었다. 또한 시신들 모두 경부 압박으로 인한 교살이 사망 원인이었고 결정적으로 이들 모두 교살로 인한 저항 흔적이 아예 없었다는 것이 판명났다.
결국 경찰은 가장 먼저 박순자가 공장장 이경수에게 자신을 교살시키고, 뒤이어 이경수를 비롯한 남자들이 여자들을 교살시킨 뒤 박순자의 두 아들들이 철골 서까래에 줄을 매고 자살하고, 마지막으로 이경수가 목을 메어 자살했다고 판단했으며 사망자들이 스스로 멀미약과 신경안정제를 복용하고 정신이 몽롱한 상태에서 경부 압박에 의한 질식사 즉 자의적으로 한 타살로 결론을 내렸다.
그러나 사망자들의 사망 정황은 드러났다지만 이 사람들이 집단으로 왜 자살했는지는 명확히 드러난 바가 없었던지라 경찰 당국은 사건 해결의 열쇠를 쥔 것으로 보이는 오대양 직원 11명을 공개수배했었다. 결국 1991년 7월, 수배 중이던 오대양 직원 중 6명이 자수하면서 대전지방검찰청에서 재조사되었고, 검찰 수사 결과 1987년의 경찰 수사와 동일하게 32명의 집단 자살 사건으로 결론이 났다.
사실 공장에는 총 80명의 신도들이 있었는데 그 중에서 박순자와 그녀가 직접 선발한 31명의 열성 신도들을 포함한 총 32명만 천장으로 올라갔으며 나머지 48명은 공장 벽 뒤에 숨어있었다. 이들은 경찰에 의해 들켜서 공장을 나오게 되었다.

#### 사망자 명단
사망자는 총 32명이며 공장장 2명과 박순자의 두 아들 등 4명만 남성이었으며 나머지는 박순자 본인을 포함한 전원 여성이었다.
- 박순자 가족

- 박순자(1939년~1987년): 오대양 교주
- 이영호(1963년~1987년): 박순자의 장남
- 이재호(1966년~1987년): 박순자의 차남
- 이경진(1969년~1987년): 박순자의 딸

- 간부급 직원

- 김길환(1948년~1987년): 공장장
- 이경수(1942년~1987년): 공장장

- 일반 직원

- 김명순(1934년~1987년): 학사 사감
- 곽남옥(1954년~1987년): 학사 보모

- 신도

| - 문말주(1949년~1987년) - 김용자(1961년~1987년) - 남옥자(1947년~1987년) - 유재순(1932년~1987년) - 김재온(1931년~1987년) - 최정숙(1942년~1987년) | - 박봉희(1960년~1987년) - 오현숙(1953년~1987년) - 박효임(1954년~1987년) - 민상옥(1953년~1987년) - 김숙희(1952년~1987년) - 남승자(1943년~1987년) | - 권응수(1950년~1987년) - 이정호(1952년~1987년) - 장애희(1952년~1987년) - 유원례(1931년~1987년) - 이인애(1962년~1987년) - 박하진(1966년~1987년) | - 이선희(1958년~1987년) - 조귀복(1959년~1987년) - 이정은(1966년~1987년) - 조희진(1965년~1987년) - 강석순(1951년~1987년) - 황숙자(1952년~1987년) |

### 타살 의혹
그 당시 구원파에 명예훼손으로 피소된 상태에서 구속까지 당하는 등 불리한 입장에서 법적 다툼을 하고 있었던 정동섭, 탁명환 등은 이 사건을 자살이 아닌 타살이라고 주장했다. 이후 '구원파 배후설'을 강력하게 주장했고 언론에 대서특필 되면서 분위기가 반전되었으나, 검찰의 최종 결론은 타살이 아닌 자살인 것으로 결론 났으며 구원파와는 아무런 관련이 없는 사건임이 밝혀졌다.

## 기타
한편 사주이자 교주인 박순자의 남편은 충청남도청의 건설국장 이기정(李基貞)으로, 남편에게도 의혹이 제기되었으나 혐의가 없는 것으로 확인되었다. 박순자가 자녀들 모두와 같이 자살하는 바람에 이기정의 가계는 단절되었다.

## 같이 보기
- 인민사원
- 탁명환
- 유병언
- 구원파